# Стэнли, Джордж
Джордж Стэнли (англ. George Stanley; Июль, 1907; Калгари — Сентябрь, 2002; Саквилл) — канадский историк, автор, учитель и общественный деятель.
Автор современного канадского флага.

## Биография

### Рождение и семья
Джордж Стэнли родился в 1907 году в городе канадском городе Калгари, в провинции Альберта. 
В 1947 году, женился на Руфь Л. Хилл. Жена Джорджа — Руфь, получила золотую медаль в университете Макгилла в области права, и стала адвокатом в Монреале. У них были 3 дочери: Делла Стэнли, Мариетта Стэнли и Лоури Стэнли. Также 3 внука: Томас Кромвелл и Руфь Стэнли-Бэквелл.